# Martha Friedenthal-Haase
Martha Friedenthal-Haase (* 24. Mai 1942 in Lutherstadt Wittenberg) ist eine deutsche Erziehungswissenschaftlerin.

## Leben und Wirken
Martha Friedenthal-Haase studierte von 1961 bis 1966 Politikwissenschaft, Soziologie und Neuere Geschichte, teilweise auch Publizistik und Rechtswissenschaft an der Freien Universität Berlin und an der Universität Heidelberg. 1966 schloss sie ihr Studium als Diplom-Politologin in Berlin ab. 
Nach einjähriger Tätigkeit als wissenschaftliche Tutorin und Hilfsassistentin an der Freien Universität Berlin folgte 1968–1969 ein einjähriger Forschungsaufenthalt an der London School of Economics, verbunden mit weiteren Auslandsaufenthalten. Von 1970 bis 1972 war Friedenthal-Haase hauptberufliche Mitarbeiterin an einer binationalen Heimvolkshochschule in Aurich, von 1972 bis 1977 wissenschaftliche Mitarbeiterin am Seminar für Berufspädagogik der Technischen Universität Hannover. 1977 erfolgte hier die Promotion. Hieran schloss sich von 1977 bis 1979 das Referendariat für den Höheren Wissenschaftlichen Bibliotheksdienst an der Niedersächsischen Landesbibliothek Hannover an.
Von 1980 bis 1987 arbeitete Friedenthal-Haase als wissenschaftliche Assistentin am Institut für Erziehungswissenschaft (Abt. Erwachsenenbildung) der Eberhard Karls Universität Tübingen, wo sie sich bei Günther Dohmen 1987 für das Fachgebiet Erwachsenenbildung habilitierte. Nach mehrjähriger Tätigkeit als Hochschuldozentin an dieser Universität arbeitete sie im Wintersemester 1992/93 als Professurvertreterin an der Friedrich-Schiller-Universität Jena, wo sie 1993 auf den Lehrstuhl für Erwachsenenbildung berufen wurde. Dort lehrte sie bis zu ihrem Ruhestand 2007. Von 2007 bis 2009 war sie Visiting Scholar an der School of Education der Boston University (USA).
Hauptschwerpunkte der wissenschaftlichen Arbeit von Martha Friedenthal-Haase sind die Geschichte und Theorie der Erwachsenenbildung, außerdem die Politische Bildung und die Geschichte der politischen Kultur in Deutschland.
Friedenthal-Haase ist mit dem Althistoriker Wolfgang Haase verheiratet.

## Werke (Auswahl)
- mit Angela Paul-Kohlhoff: Politikunterricht an der Berufsschule in der Erfahrung der Schüler. Eine empirische Untersuchung. Schroedel, Hannover 1976, ISBN 3-507-36722-X (unter dem Namen: Martha Ibrahim)
- Familiale Dispositionen zur beruflichen und politischen Bildung. Ein empirischer Beitrag zur Analyse des sozialen Umfelds des Berufsschulunterrichts. Dissertation. Technische Universität Hannover 1977 (unter dem Namen: Martha Ibrahim)
- Elternhaus und Berufsschule. Eine empirische Untersuchung über die Erwartungen von Eltern an Berufsausbildung und Politikunterricht an der Berufsschule. Schroedel, Hannover 1979, ISBN 3-507-36725-4 (unter dem Namen: Martha Ibrahim)
- Zur Berufskultur und zu beruflichen Werten des wissenschaftlichen Bibliothekars. In: Bibliothek. Forschung und Praxis. Bd. 4 (1980), S. 187–214 (unter dem Namen: Martha Ibrahim)
- From the Rhineland to Michigan. The sociologist and pedagogue Paul Honigsheim (1885–1963), migrant and mediator between two cultures. East Lansing (Mich.) 1988.
- Krise und Bewährung. Martin Buber zu Grundlagen der Bildung im Erwachsenenalter (= Oldenburger Universitätsreden. Bd. 44). Bibliotheks- und Informationssystem der Universität Oldenburg 1991, ISBN 3-8142-1044-1.
- (als Hrsg.): Paul Honigsheim/Orientierung in der Moderne. Erwachsenenbildung und sozialwissenschaftlich reflektierter Humanismus. Klinkhardt, Bad Heilbrunn 1991, ISBN 3-7815-1110-3.
- (als Hrsg.): Erwachsenenbildung im Kontext. Beiträge zur grenzüberschreitenden Konstituierung einer Disziplin; Günther Dohmen zum 65. Geburtstag. Klinkhardt, Bad Heilbrunn 1991, ISBN 3-7815-0680-0.
- (als Mit-Hrsg.): British-Dutch-German relationships in adult education 1880–1930. Studies in the theory and history of cross-cultural communication in adult education (= Leeds studies in continuing education. Bd. 1). School of Education, University of Leeds 1991, ISBN 0-900960-51-5.
- Erwachsenenbildung im Prozess der Akademisierung. Der staats- und sozialwissenschaftliche Beitrag zur Entstehung eines Fachgebiets an den Universitäten der Weimarer Republik unter besonderer Berücksichtigung des Beispiels Köln (= Studien zur Bildungsreform. Bd. 18). Lang, Frankfurt a. M. 1991, ISBN 3-631-43160-0 (= Habilitationsschrift. Universität Tübingen).
- (als Hrsg.): Erwachsenenbildung interkulturell. Pädagogische Arbeitsstelle, Frankfurt a. M. 1992, ISBN 3-88513-086-6.
- mit Petra Zellhuber-Vogel: Deutsch-britische Beziehungen in der Erwachsenenbildung. Bibliographie der in Deutschland erschienenen Publikationen in der Zeit von 1880 bis 1980; mit erschließenden Registern (= Studien zur internationalen Erwachsenenbildung. Bd. 8). Böhlau, Köln 1993, ISBN 3-412-01693-4.
- (als Hrsg.): Personality and biography. Proceedings of the Sixth International Conference on the History of Adult Education. 2 Bde. (= Studien zur Pädagogik, Andragogik und Gerontagogik. Bd. 38). Lang, Frankfurt a. M. 1998, ISBN 3-631-31531-7.
- (als Hrsg.): Adolf Reichwein. Widerstandskämpfer und Pädagoge; Gedenkveranstaltung an der Friedrich-Schiller-Universität Jena, 15. Oktober 1998; mit einem Jenaer Dokumentenanhang. Palm & Enke, Erlangen 1999, ISBN 3-7896-0606-5.
- (als Mit-Hrsg.): Alt werden – alt sein. Lebensperspektiven aus verschiedenen Wissenschaften (= Studien zur Pädagogik, Andragogik und Gerontagogik. Bd. 50). Lang, Frankfurt a. M. 2001, ISBN 3-631-38087-9.
- (als Mit-Hrsg.): Erwachsenenbildung im 20. Jahrhundert. Was war wesentlich? (= Managementkonzepte. Bd. 20). Hampp, München 2001, ISBN 3-87988-530-3.
- Ideen, Personen, Institutionen. Kleine Schriften zur Erwachsenenbildung als Integrationswissenschaft (= Managementkonzepte. Bd. 25). Hampp, München 2002, ISBN 3-87988-613-X.
- (als Mit-Hrsg.): Martin Buber. Menschenbild und hebräischer Humanismus. Mit der unveröffentlichten deutschen Originalfassung des Artikels „Erwachsenenbildung“ von Martin Buber. Schöningh, Paderborn 2005, ISBN 3-506-71790-1.
- (als Hrsg.): Evangelische Akademien in der DDR. Quellen und Untersuchungen zu Bildungsstätten zwischen Widerstand und Anpassung. Evangelische Verlagsanstalt, Leipzig 2007, ISBN 3-374-02465-3.
- (als Hrsg.): Fritz Borinski. The German Volkshochschule. An experiment in democratic adult education under the Weimarer Republic. Klinkhardt, Bad Heilbrunn 2014, ISBN 978-3-7815-1968-8.
- Fritz Borinski und die Bildung zur Demokratie. Klinkhardt, Bad Heilbrunn 2023, ISBN 978-3-7815-2568-9.